# Brice Alzon
 (septembre 2024).
Brice Alzon, né le 16 novembre 1973 à Boulogne-Billancourt, est un entrepreneur français, président des enseignes MDSAP (Maison des services à la personne) et Coviva, et président de la Fédération des entreprises de services à la personne.

## Parcours professionnel
Diplômé en 2003 d’un MS Télécom ParisTech et de l’ESSEC en « Management Information System », Brice Alzon commence sa carrière aux États-Unis chez Wyse Technology .
Il crée une PME de dépannage informatique puis fonde la Maison des services à la personne (MDSAP) en 2006.
En février 2016, il reprend le groupe Coviva, spécialisé dans le maintien de personnes âgées à domicile, la livraison de repas et le transport de personnes,.
En juin 2021, au micro d’Europe 1, il déplore une pénurie de personnes qualifiées et diplômées dans le secteur du maintien à domicile des personnes âgées, alors que la demande est croissante,.

## FESP
En avril 2022, Brice Alzon est élu président de la Fédération du service aux particuliers (FESP), succédant à Maxime Aïach.
Il siège à la Fédération européenne des services à la personne.

## Parcours associatif et politique
Membre du think tank Renaissance numérique de 2007 à 2010, il est le co-auteur d'un rapport sur l'accessibilité du numérique aux seniors en 2009.
Il est l’un des fondateurs et membre du conseil d'administration et ancien secrétaire général (2009-2010) de France Entrepreneurs. Il devient en 2010 membre du comité directeur des Journées de l’entrepreneur (JDE).
En 2014, il est candidat en 3e position sur la liste conduite par Christophe Lekieffre aux élections municipales à Paris dans le 2e arrondissement,. Il a aussi été élu conseiller d’arrondissement. Au MEDEF, Brice Alzon est Co-Président de la Commission Entrepreneuriat.